# Miasta ze statusem city w Wielkiej Brytanii

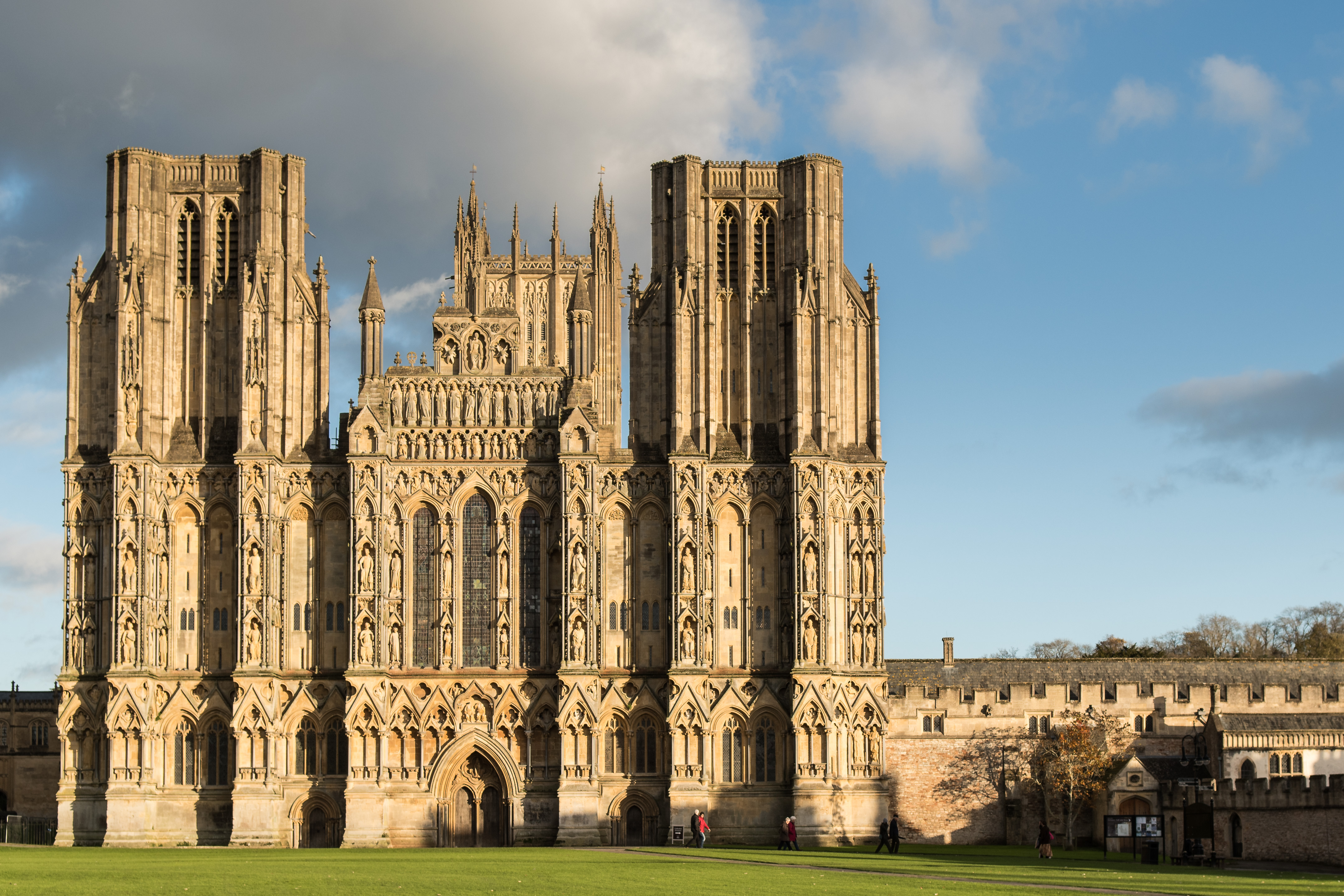
Katedra w Wells, najmniejszym city w Anglii

Status miasta city w Wielkiej Brytanii jest przyznawany przez monarchę brytyjskiego pewnej określonej grupie miast. Miasta nieposiadające tego statusu noszą nazwę town. Prawo używania nazwy city łącznie z nazwą miasta jest sprawą wyłącznie prestiżu i nie daje żadnych dodatkowych przywilejów. Niemniej tytuł city jest dla miast cenny, stąd też wiele z nich stara się o jego zdobycie. Statusu tego nie uzyskuje się automatycznie po spełnieniu określonych kryteriów. W Anglii i Walii tytuł ten przyznawano tradycyjnie miastom posiadającym katedrę i będącym siedzibami diecezji. Zasadę tę złamano dopiero w roku 1888, przyznając status Belfastowi z przyczyn pozareligijnych. Obecnie o przyznaniu statusu miasta decydują przede wszystkim czynniki geograficzno-historyczne, w tym wielkość populacji. W XX wieku status przyznano tylko 14 miastom. W roku 2000 na 39 miast ubiegających się o status, przyznano go trzem: Brighton, Wolverhampton i Inverness. W 2012 roku z okazji diamentowego jubileuszu królowej Elżbiety II status city otrzymały miasta: Chelmsford, St Asaph oraz Perth. Ostatnie nadanie tytułu za życia Elżbiety II nastąpiło w 2022 roku z okazji platynowego jubileuszu królowej. Do rangi city podniesiono wówczas osiem miast: – w Anglii: Colchester, Doncaster, Milton Keynes; – w Szkocji: Dunfermline; – w Walii: Wrexham; – w Irlandii Północnej: Bangor; na Wyspie Man: Douglas; – na Falklandach: Stanley.
W 2022 roku 76 brytyjskich miast posiadało status city. Najwięcej znajdowało się w Anglii – 55. W Szkocji jedynie osiem miast posiada ten status, w Walii siedem, w Irlandii Północnej sześć. Tytuł ten nosi także jedno miasto na Wyspie Man (dependencji brytyjskiej) i cztery w brytyjskich terytoriach zamorskich. W Szkocji do XIX wieku status city nie był nadawany, a wszelkie informacje sprzed tego okresu oparte są na przypuszczeniach, np. co do miasta Dunblane, które miało się stać city w roku 1500, nominowane rzekomo przez Jakuba IV. W XX wieku przestano stosować kryterium posiadania katedry jako jedynego do uznania miasta jako city, pośród innych kryteriów uwzględniano, między innymi, wielkość miasta. Na przestrzeni całej historii Wielkiej Brytanii tylko trzy miasta utraciły status city: Rochester, Perth i Elgin.

## Lista miast o statusie city w Wielkiej Brytanii

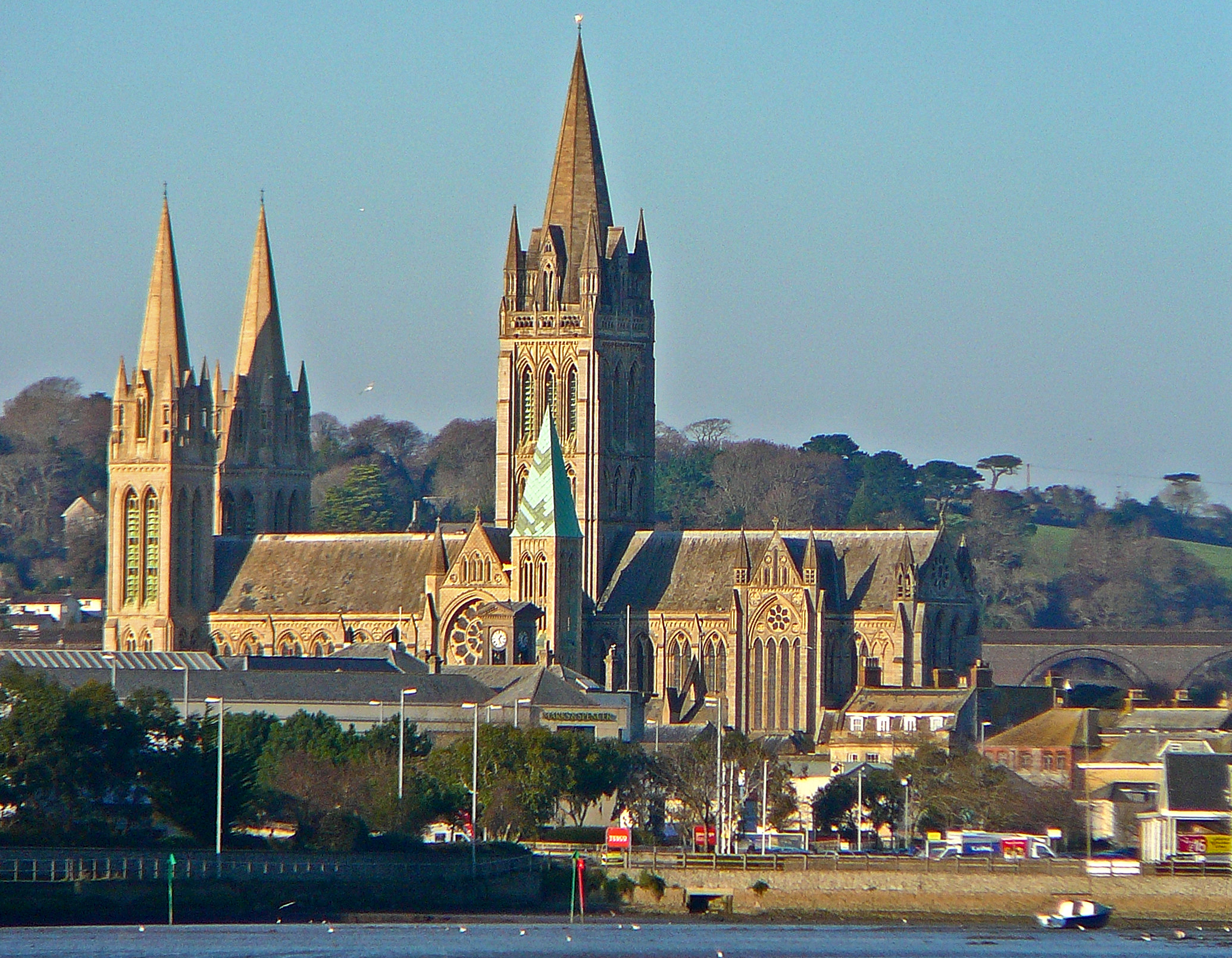
Truro – najbardziej na południe i zachód wysunięte angielskie city

Poniższa lista obejmuje wszystkie 76 miast o statusie city na terenie Anglii, Szkocji, Walii i Irlandii Północnej według stanu na rok 2022. Dane dotyczące liczby mieszkańców, o ile przypis nie podaje inaczej, są z roku 2001. Gdy przy mieście nie ma roku nadania statusu, oznacza to, że uzyskało go w średniowieczu lub w czasach nowożytnych wraz z wybudowaniem katedry.

### Anglia
Na terenie Anglii znajduje się 55 miast o statusie city. W tabeli podano przynależność do hrabstwa ceremonialnego. Hrabstwa, w których nie ma miast o statusie city to Bedfordshire, Berkshire, Dorset, Isle of Wight, Northamptonshire, Northumberland, Rutland, Shropshire, Suffolk, Surrey i Warwickshire. Największym miastem o statusie city jest Birmingham, najmniejszym Wells w hrabstwie Somerset. Najbardziej na południe i zachód wysuniętym miastem city jest Truro. Jedynie trzy spośród angielskich cities mają długość geograficzną wschodnią.
| Miasto              | Hrabstwo                 | Liczba mieszkańców | City od roku |
| ------------------- | ------------------------ | ------------------ | ------------ |
| Bath                | Somerset                 | 83 992             | 1590         |
| Birmingham          | West Midlands            | 1 006 500          | 1889         |
| Bradford            | West Yorkshire           | 467 655            |              |
| Brighton and Hove   | East Sussex              | 247 817            | 2000         |
| Bristol             | Bristol                  | 416 900            | 1140         |
| Cambridge           | Cambridgeshire           | 108 863            | 1951         |
| Canterbury          | Kent                     | 135 278            |              |
| Carlisle            | Kumbria                  | 100 739            |              |
| Chelmsford          | Essex                    | 157 072            | 2012         |
| Chester             | Cheshire                 | 118 210            | 1541         |
| Chichester          | West Sussex              | 16 665             |              |
| Colchester          | Essex                    | 121 859            | 2022         |
| Coventry            | West Midlands            | 300 844            |              |
| Derby               | Derbyshire               | 221 708            | 1977         |
| Doncaster           | South Yorkshire          | 109 805            | 2022         |
| Durham              | Durham                   | 87 709             |              |
| Ely                 | Cambridgeshire           | 14 500             |              |
| Exeter              | Devon                    | 122 400            |              |
| Gloucester          | Gloucestershire          | 123 205            | 1541         |
| Hereford            | Herefordshire            | 58 281             |              |
| Kingston upon Hull  | East Riding of Yorkshire | 243 589            | 1897         |
| Lancaster           | Lancashire               | 133 914            | 1937         |
| Leeds               | West Yorkshire           | 715 404            | 1893         |
| Leicester           | Leicestershire           | 279 921            | 1919         |
| Lichfield           | Staffordshire            | 93 232             |              |
| Lincoln             | Lincolnshire             | 85 595             |              |
| Liverpool           | Merseyside               | 450 000            | 1880         |
| City of London      | City of London           | 11 700             |              |
| Manchester          | Wielki Manchester        | 458 136            | 1893         |
| Milton Keynes       | Buckinghamshire          | 287 060            | 2022         |
| Newcastle upon Tyne | Tyne and Wear            | 259 000            | 1882         |
| Norwich             | Norfolk                  | 132 200            |              |
| Nottingham          | Nottinghamshire          | 292 400            | 1897         |
| Oksford             | Oxfordshire              | 134 248            | 1542         |
| Peterborough        | Cambridgeshire           | 163 300            | 1541         |
| Plymouth            | Devon                    | 240 720            | 1928         |
| Portsmouth          | Hampshire                | 186 701            | 1926         |
| Preston             | Lancashire               | 129 633            | 2002         |
| Ripon               | North Yorkshire          | 24 500             | 1865         |
| Salford             | Wielki Manchester        | 216 103            | 1926         |
| Salisbury           | Wiltshire                | 114 614            |              |
| Sheffield           | South Yorkshire          | 534 500            | 1893         |
| Southampton         | Hampshire                | 217 445            | 1964         |
| Southend-on-Sea     | Essex                    | 175 547            | 2022         |
| St Albans           | Hertfordshire            | 128 982            | 1877         |
| Stoke-on-Trent      | Staffordshire            | 240 636            | 1925         |
| Sunderland          | Tyne and Wear            | 283 700            | 1992         |
| Truro               | Kornwalia                | 19 000             | 1877         |
| Wakefield           | West Yorkshire           | 321 217            | 1888         |
| Wells               | Somerset                 | 10 400             |              |
| Westminster         | Wielki Londyn            | 253 100            | 1540         |
| Winchester          | Hampshire                | 107 222            |              |
| Wolverhampton       | West Midlands            | 236 582            | 2001         |
| Worcester           | Worcestershire           | 93 353             |              |
| York                | North Yorkshire          | 174 400            |              |

### Szkocja

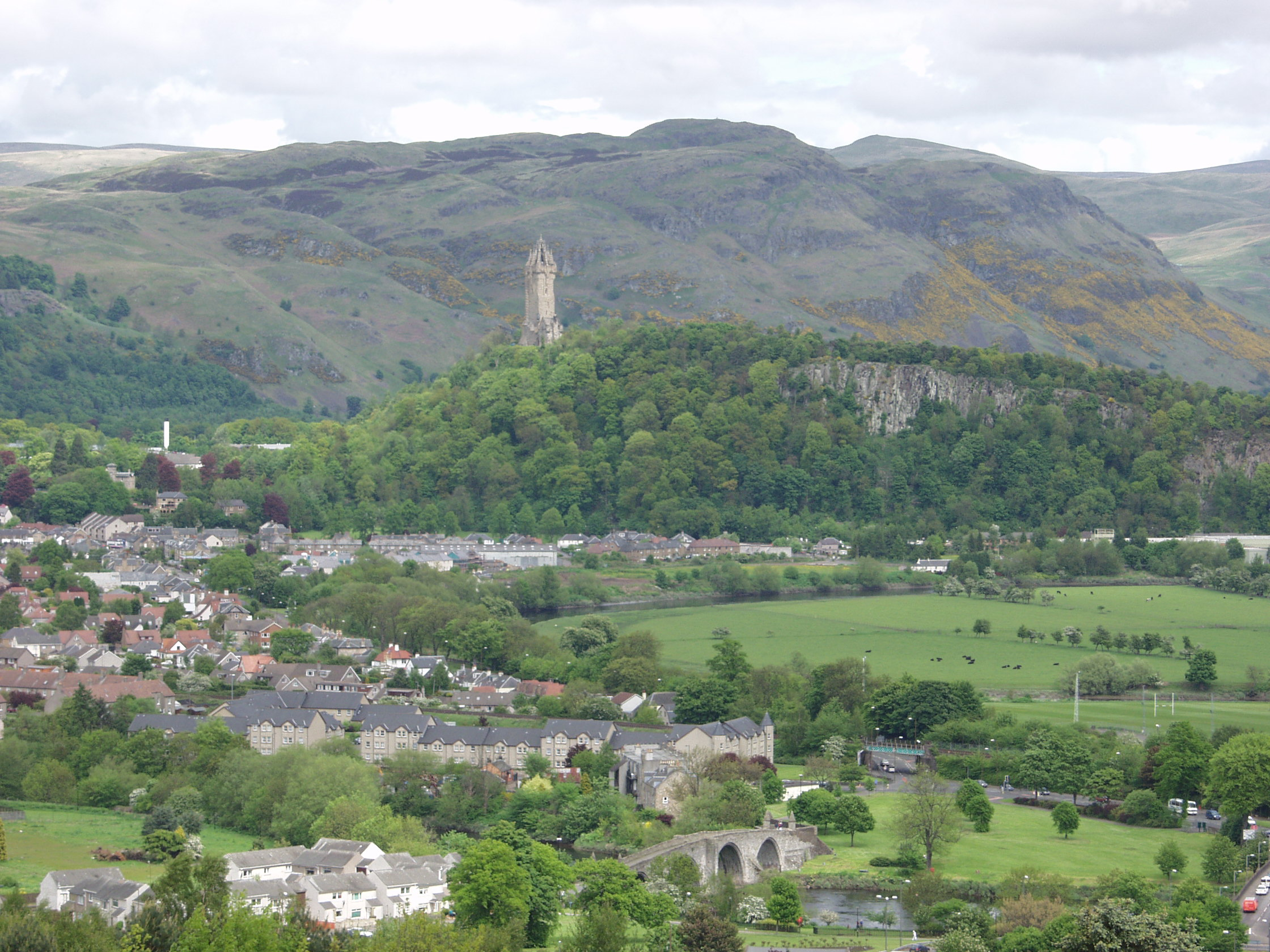
Stirling – drugie najmłodsze city w Szkocji

W Szkocji tytułu city używa się od XV w. Pierwsze prawa city na mocy edyktu królewskiego nadano w roku 1889. Przed tą datą pięć miast używało nazwy city: Aberdeen, Glasgow, Edynburg. Elgin i Perth, przy czym oficjalnie za city uznawane były trzy pierwsze. Najmłodszym szkockimi cities są Stirling (2002), Perth (2012) i Dunfermline (2022).
| Miasto      | Liczba mieszkańców | City od roku |
| ----------- | ------------------ | ------------ |
| Aberdeen    | 210 000            |              |
| Dundee      | 142 470            | 1889         |
| Dunfermline | 49 706             | 2022         |
| Edynburg    | 471 650            |              |
| Glasgow     | 584 240            |              |
| Inverness   | 71 188             | 2001         |
| Perth       | 43 450             | 2012         |
| Stirling    | 88 350             | 2002         |

### Walia

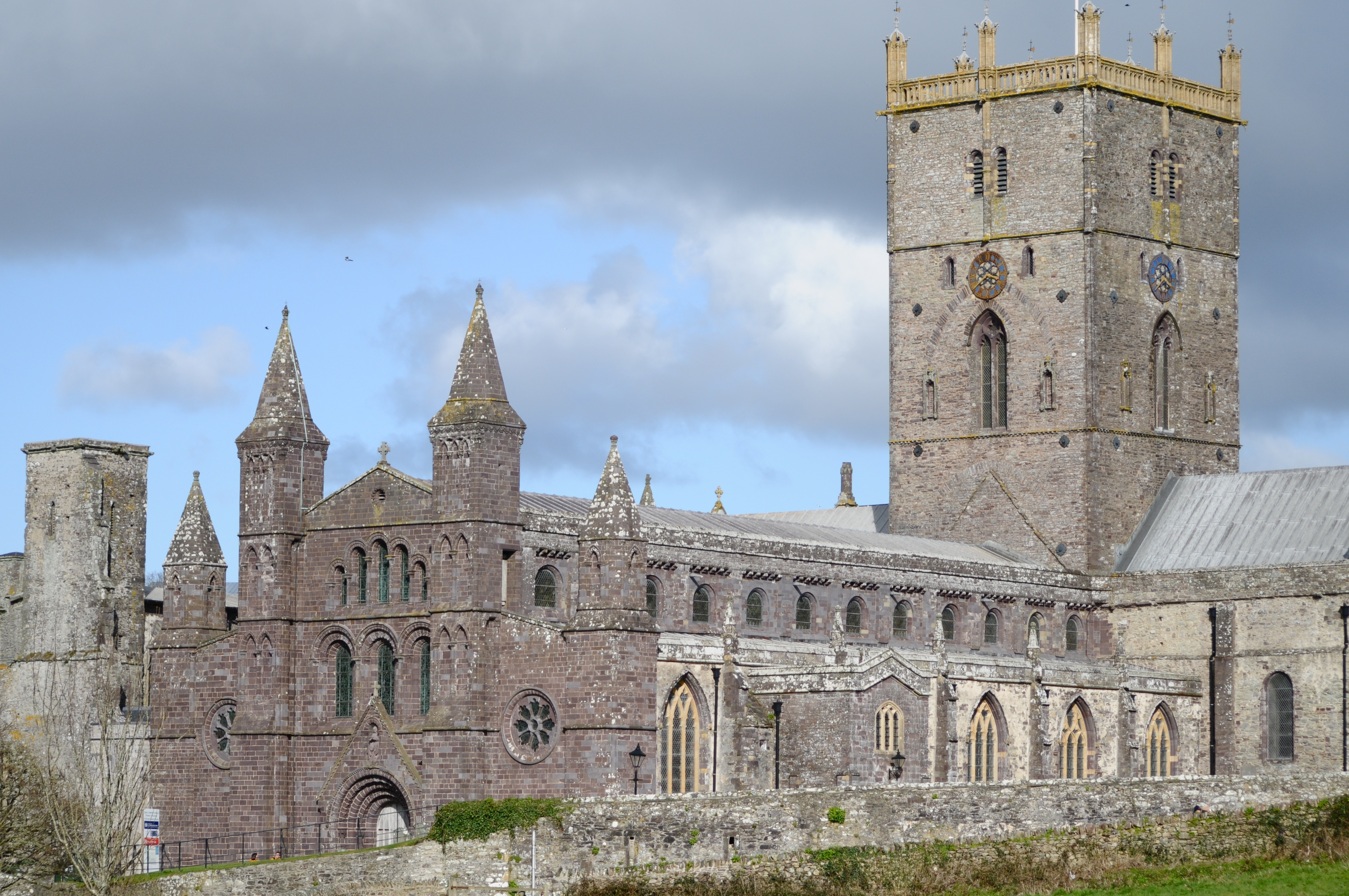
Katedra w St David’s

W związku z powiązaniami historycznymi, miasta w Walii uzyskiwały status city na tej samej zasadzie, co miasta angielskie. Poza Bangorem wszystkie walijskie cities zostały promowane w XX i XXI w. Na terenie Walii znajduje się najmniejsze city w Wielkiej Brytanii, St David’s, liczące mniej niż 2000 mieszkańców.
| Miasto     | Hrabstwo      | Liczba mieszkańców | City od roku |
| ---------- | ------------- | ------------------ | ------------ |
| Bangor     | Gwynedd       | 13 275             |              |
| Cardiff    | Cardiff       | 327 500            | 1905         |
| Newport    | Newport       | 137 011            | 2002         |
| St Asaph   | Denbighshire  | 3491               | 2012         |
| St David’s | Pembrokeshire | 1600               | 1994         |
| Swansea    | Swansea       | 112 500            | 1969         |
| Wrexham    | Wrexham       | 61 603             | 2022         |

### Irlandia Północna

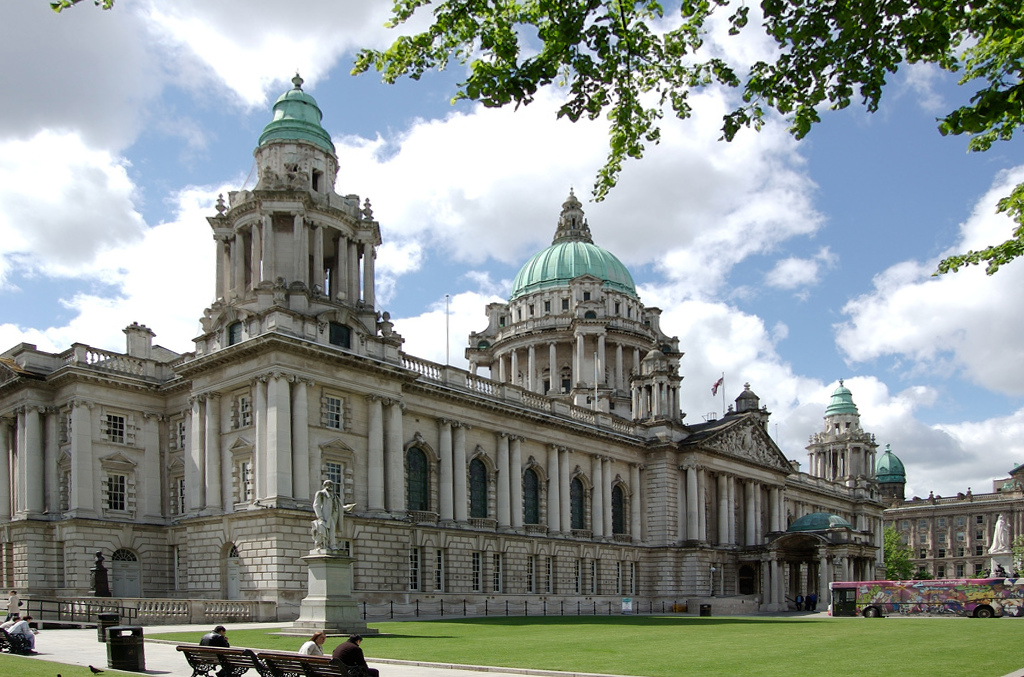
Belfast był pierwszym miastem, które otrzymało status z powodów pozareligijnych

W czasach historycznych w Irlandii przyznawano miastom status city na mocy edyktu królewskiego; posiadanie katedry nie gwarantowało tego statusu. Jedynym miastem w Irlandii Północnej, które uzyskało tytuł mocą edyktu, jest Derry (1604, niektóre źródła podają, że tytuł przysługiwał po zmianie nazwy miasta na Londonderry). Pierwszym miastem w Zjednoczonym Królestwie, które otrzymało status city za wielkość, a nie z przyczyn religijnych był Belfast. Był to przypadek precedensowy, następnymi miastami uhonorowanymi w ten sposób były Birmingham i Dundee (1888).
| Miasto      | Liczba mieszkańców (2015) | City od roku |
| ----------- | ------------------------- | ------------ |
| Armagh      | 14 777                    | 1994         |
| Bangor      | 61 011                    | 2022         |
| Belfast     | 280 138                   | 1888         |
| Lisburn     | 45 370                    | 2002         |
| Londonderry | 83 163                    | 1613         |
| Newry       | 26 967                    | 2002         |

### Brytyjskie terytoria zależne
Tytuł city nosi pięć miast w brytyjskich terytoriach zależnych (stan na 2022 r.):
| Miasto    | Terytorium           | City od roku |
| --------- | -------------------- | ------------ |
| Douglas   | Wyspa Man            | 2022         |
| Hamilton  | Bermudy              |              |
| Gibraltar | Gibraltar            |              |
| Stanley   | Falklandy            | 2022         |
| Jamestown | Wyspa Świętej Heleny |              |

## Lista miast katedralnych o statusietown

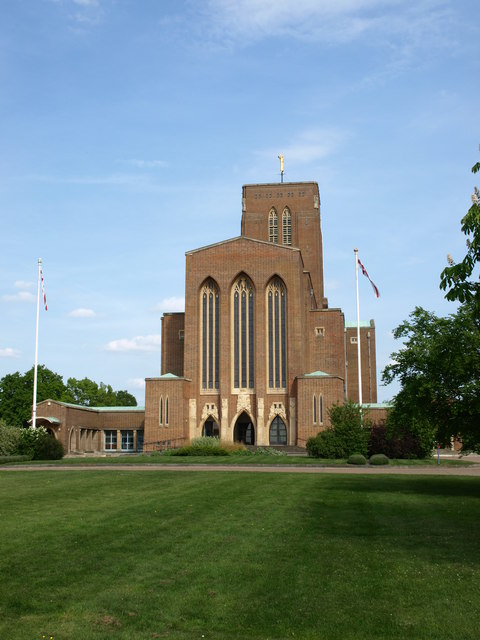
Katedra w Guildford nie zapewniła miastu statusu city

Choć posiadanie katedry było warunkiem niezbędnym do uzyskania statusu city, na terenie Anglii, Walii i Szkocji istnieją miasta katedralne o statusie town. Część z nich, na przykład Rochester, używa nieformalnie tytułu city w języku potocznym. Przez długi czas miastem z katedrą, ale niemającym statusu city, było St Asaph (uzyskało ten tytuł w 2012 roku).
| Miasto          | Hrabstwo        | Rok powstania diecezji  | Liczba mieszkańców |
| --------------- | --------------- | ----------------------- | ------------------ |
| Blackburn       | Lancashire      | 1926                    | 105 085            |
| Brecon          | Powys           | 1923                    | 7901               |
| Bury St Edmunds | Suffolk         | 1914                    | 35 015             |
| Guildford       | Surrey          | 1927                    | 100 383            |
| Rochester       | Kent            | w czasach historycznych | 27 000             |
| Southwark       | Wielki Londyn   | 1905                    | 6900               |
| Southwell       | Nottinghamshire | 1884                    | 6000               |

## Lista największych miast bez statusu city

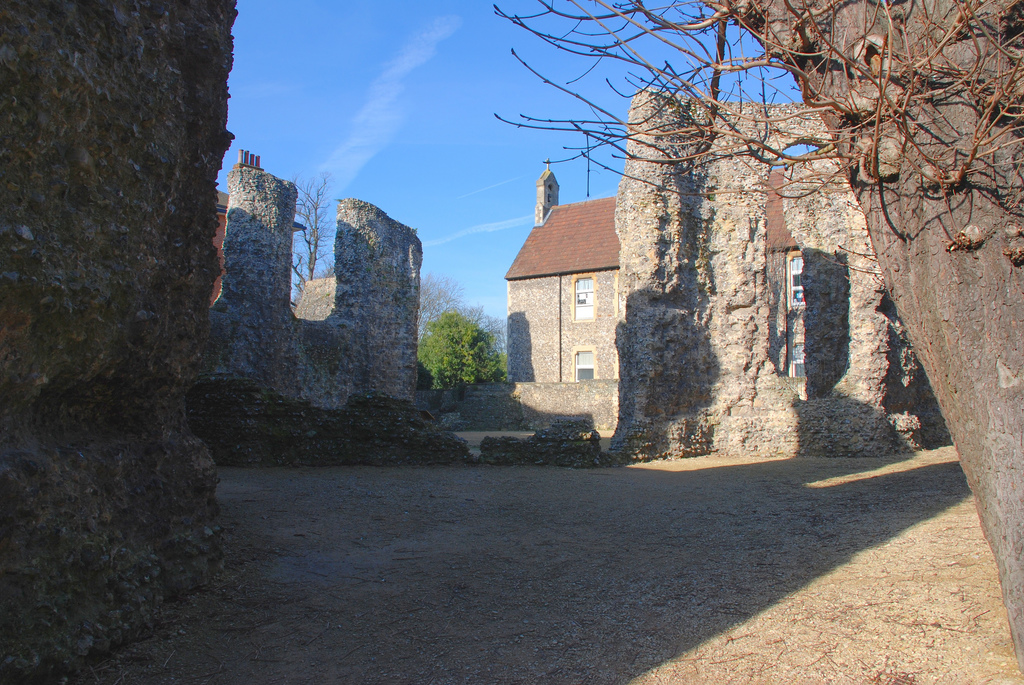
Opactwo w Reading

Istnieje pewna liczba dużych obszarów miejskich, które kwalifikują się do ubiegania się o status city, choćby ze względu na liczbę mieszkańców, niemniej tego statusu nie posiadają, bądź też odrzucono ich wniosek. Miasta te szczycą się statusem największego town w Anglii, a przyznają go sobie m.in. Northampton i Reading. Niektóre z miast używają nazwy city, zwłaszcza w odniesieniu do komunikacji miejskiej, jednak nie ma ona wpływu na faktyczny status miasta.
| Miasto       | Hrabstwo         | Liczba mieszkańców |
| ------------ | ---------------- | ------------------ |
| Reading      | Berkshire        | 232 662            |
| Dudley       | West Midlands    | 194 919            |
| Northampton  | Northamptonshire | 189 474            |
| Luton        | Bedfordshire     | 184 000            |
| Walsall      | West Midlands    | 174 994            |
| Bournemouth  | Dorset           | 163 900            |
| Swindon      | Wiltshire        | 155 432            |
| Huddersfield | West Yorkshire   | 146 234            |